# 两河镇 (邻水县)
两河镇，原为两河乡，是中華人民共和國四川省鄰水縣下辖的一个乡镇级行政单位。2019年12月，撤销荆坪乡，将所属行政区域划归两河镇管辖。

## 行政区划
两河镇下辖以下地区：
石板村、合堂村、黃金村、廟堡村、大石村、五股村、大沖村、大灘村、龍興村、大橋村。